# Regimento de Infantaria N.º 11
O Regimento de Infantaria N.º 11 (RI11) é uma unidade da Estrutura Base do Exército Português.

## História
Teve sua origem no Terço de Penamacor, organizado em 1643, como Regimento de Infantaria de Penamacor. Em 1762 foi desdobrado formando os Regimentos de Luís de Vasconcelos de Almeida Castelo-Branco e de Dennis Foulis, sendo reagrupado em 1763. 
As maiores mudanças aconteceram após o Decreto de 19 de maio de 1806. Este Decreto teve como objetivo reorganizar o Exército e ao mesmo tempo modernizá-lo, no que concerne aos efetivos. A composição dos regimentos em nada foi alterada. O Exército, foi pela primeira vez organizado, mesmo em tempo de paz, em Divisões e Brigadas e os Corpos das diversas Armas numerados, devendo tal numeração regular de futuro o seu lugar constante na linha. Até então esses lugares eram determinados pela graduação e antiguidade dos chefes que os comandavam. Os regimentos até essa altura eram conhecidos ou pelo nome do seu comandante ou pelo nome da localidade onde tivessem os seus quartéis permanentes.No início das campanhas, o Regimento recrutava em Vilas e Concelhos das Comarcas de Viseu e da Guarda, incluindo as cidades de Viseu e da Guarda.
Em 19 de Maio de 1806 o Regimento tomou a designação de Regimento de Infantaria nº 11.  Em 22 de Dezembro de 1807 foi licenciado por ordem do general Junot, integrando o 3º Regimento de Infantaria da futura Legião Portuguesa, comandado pelo coronel Francisco Antônio Freire de Andrade Pego. No contexto da Guerra Peninsular, a criação desta Legião deveu-se a uma ordem direta de Napoleão a Jean-Andoche Junot, datada de 12 de Novembro de 1807, tendo-se materializado em Fevereiro de 1808 com as melhores unidades do Exército Português. A Legião Portuguesa partiu para Salamanca em Abril de 1808 e depois de um longo périplo pela Espanha e França participou nas campanhas da Alemanha, Áustria e Rússia, tendo participado nas batalhas de Wagram, Smolensk, Vitebsk e Borodino (Moscovo) e sofrendo pesadas baixas. Altamente apreciada por Napoleão, as tropas da Legião eram referidas por este enquanto "Infantaria Negra". Em 30 de Setembro de 1808 o Regimento Nº 11 foi mandado reunir em Viseu, e em 14 de Outubro foi formalmente restabelecido. A organização das unidades de infantaria, então em vigor, era a estabelecida pelo Decreto de 1 de Agosto de 1796 e que sofrera alterações de fundo durante a Guerra peninsular em 19 de Maio de 1806 e em 13 de Julho de 1808.           

Setubal 1860

Em 1899, o Regimento de Infantaria Nº 11 (RI 11) é transferido para o Baluarte de Nossa Senhora da Conceição, a instalação fica popularmente conhecida como Quartel do Onze e, estabelecido na localidade de Setúbal pelo Decreto de 14 de Setembro de 1899. (Ordem do Exército nº 10 de 18 de Setembro de 1899). Passou a denominar-se, em 1975, de Regimento de Infantaria de Setúbal, de acordo com o Decreto-Lei nº 181/77. (Ordem do Exército nº 05 de 31 de Maio de 1977). Foi extinto, em 1980, pelo Decreto-Lei nº 191/81 de 7 de Julho de 1977 – Ordem do Exército nº 7 de 31 de Julho de 1981.     

### Ações em Campanha[17]
| Tipo de Ação | Localização               | Ação                                              | Data                              | Divisão   | Brigada |
| Campanha     | Norte de Portugal         | Combate de Moledo                                 | 11 de Maio de 1809                |           | Bacelar |
| Batalha      | Buçaco                    | Batalha do Buçaco                                 | 27 de Setembro de 1810            | 4ª (Cole) | Collin  |
| Combate      | Dois Portos               | Combate de Dois-Portos                            | 13 de Outubro de 1810             |           |         |
| Combate      | Redinha                   | Combate da Redinha                                | 12 de Março de 1811               |           |         |
| Sítio        | Olivença                  | 1º Sítio da Praça de Olivença                     | 9 a 15 de Abril de 1811           |           |         |
| Sítio        | Badajoz                   | Sítio da Praça de Badajoz                         | 5 a 16 de Maio de 1811            |           |         |
| Batalha      | Albuera                   | Batalha de Albuera                                | 16 de Maio de 1811                | 4ª (Cole) | Harvey  |
| Combate      | Bodon                     | Combate de Bodon                                  | 25 de Setembro de 1811            |           |         |
| Combate      | Alfaiates                 | Combate de Alfaiates                              | 27 de Setembro de 1811            |           |         |
| Sítio        | Castelo Rodrigo           | Sítio de Ciudad Rodrigo                           | 7 a 9 de Janeiro de 1812          |           |         |
| Sítio        | Badajoz                   | 3º Sítio da Praça de Badajoz                      | 17 de Março a 6 de Abril de 1812  |           |         |
| Assalto      | Badajoz                   | Assalto e Tomada da Praça de Badajoz              | 6 de Abril de 1812                |           |         |
| Assalto      | Badajoz                   | Tomada do Forte de S. Cristóvão de Badajoz        | 7 de Abril de 1812                |           |         |
| Combate      | Caniçal                   | 1º Combate do Caniçal                             | 19 de Julho de 1812               |           |         |
| Batalha      | Salamanca                 | Batalha de Salamanca                              | 22 de Julho de 1812               | 4ª (Cole) | Stubbs  |
| Batalha      | Tormes                    | Defesa da Passagem do Tormes                      | 8 a 14 de Novembro de 1812        |           |         |
| Combate      | Osma                      | Combate de Osma                                   | 18 de Junho de 1813               |           |         |
| Combate      | Morillas                  | Combate de Morillas                               | 19 de Junho de 1813               |           |         |
| Batalha      | Vitória                   | Batalha de Vitória                                | 21 de junho de 1813               | 4ª (Cole) | Stubbs  |
| Batalha      | Pamplona                  | Bloqueio da Praça de Pamplona                     | 30 de junho a 18 de julho de 1813 |           |         |
| Combate      | Roncesvalles              | Combate de Roncesvalles                           | 25 de julho de 1813               |           |         |
| Combate      | Viscarrete                | Combate de Viscarrete                             | 26 de julho de 1813               |           |         |
| Batalha      | Pirenéus                  | Batalha dos Pirenéus                              | 28 a 30 de julho de 1813          |           |         |
| Combate      | San Estevan               | Combate de San Estevan                            | 1 de agosto de 1813               |           |         |
| Combate      | Echalar                   | Combate de Echalar                                | 2 de agosto de 1813               |           |         |
| Assalto      | S. Sebastião de Guipúzcôa | 2.º Assalto da Praça de S. Sebastião de Guipúzcoa | 31 de agosto de 1813              |           |         |
| Combate      | Salin                     | Combate das alturas de Salin                      | 31 de agosto de 1813              |           |         |
| Combate      | Vera                      | Combate do Porto de Vera                          | 7 de outubro de 1813              |           |         |
| Batalha      | Nivelle                   | Batalha de Nivelle                                | 10 de novembro de 1813            |           |         |
| Batalha      | Nive                      | Batalha de Nive                                   | 9 de dezembro de 1813             |           |         |
| Combate      | Adour                     | Combate da Ilha de Adour                          | 22 de dezembro de 1813            |           |         |
| Combate      | La Bastide-Clairence      | Combate de La Bastide-Clairence                   | 3 a 6 de janeiro de 1814          |           |         |
| Batalha      | Orthez                    | Batalha de Hortés                                 | 27 de fevereiro de 1814           |           |         |
| Batalha      | Toulouse                  | Batalha de Toulouse                               | 10 de abril de 1814               |           |         |